# Parque Cultural Viera y Clavijo
El parque cultural Viera y Clavijo de Santa Cruz de Tenerife (Tenerife, Canarias, España) fue construido en el año 1903, y está situado en el casco antiguo de la ciudad, en la Avenida de las Asuncionistas. Puede albergar 3.500 personas y su principal uso es para realizar actividades de ocio, espectáculos y fiestas populares.
Lleva el nombre del insigne botánico José Viera y Clavijo. Arquitectónicamente destaca su iglesia neogótica, que se asemeja a una catedral o basílica.
El parque forma parte de un complejo cultural que está formado por edificios como el Teatro Pérez Minik y forma parte de un complejo cultural que se completa con el Colegio de la Asunción. También se puede encontrar en él abundantes zonas arboladas incluso con vegetación autóctona, un parque infantil y una escultura de Joan Miró, denominada Femme Bouteille.

## Historia
El parque cultural Viera y Clavijo tiene sus orígenes a principios del siglo XX cuando una congregación de monjas belgas levantó una iglesia neogótica, en el paraje donde hoy está el parque, que posteriormente fue convertida en espacio para conferencias y exposiciones entre otros fines. 
La iglesia fue acondicionada para hacer las labores de colegio, llegando a ser denominado Colegio de la Asunción, y en 1904, con el objetivo de agrandarlo se adquirió la finca de la familia Beautell aledaña al colegio. Éste estuvo funcionando hasta 1978 cuando cerró sus puertas. La capilla de este antiguo colegio está ubicada en el parque Viera y Clavijo. 
El espacio ha servido de sede para muchos organismos, entre los que destacan, la Concejalía de Cultura, la Universidad Internacional Menéndez Pelayo, la Universidad de Mayores y la Escuela de Música, entre otros.

## Iglesia neogótica
El antiguo Colegio de la Asunción es una iglesia neogótica construida por monjas belgas que preside el parque, es el elemento más característico del lugar. Es único ejemplo de edificio religioso neogótico de la ciudad aunque en la actualidad ejerce como centro de exposiciones.
La fachada está rematada por una gran cruz de metal y todo el edificio está enteramente pintado de beis con techo de tejas a dos aguas. Destacan una gran colección de vidrieras traídas desde Francia. Actualmente la iglesia tiene la categoría de Bien de Interés Cultural de Canarias.

## Femme Bouteille

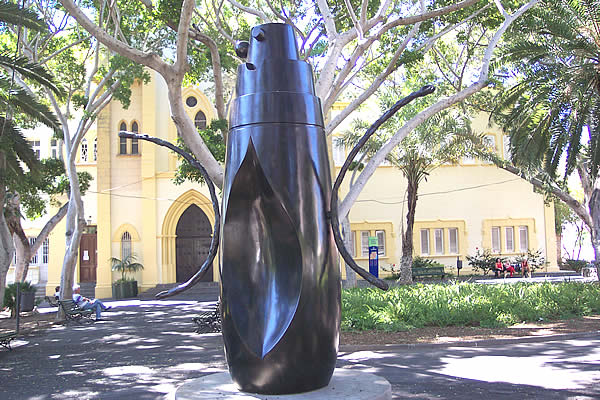
Femme Bouteille, de Joan Miró

La escultura de Joan Miró llamada Femme Bouteille está integrada en la decoración del Parque Cultural Viera y Clavijo y fue instalada tras la celebración de la primera I Exposición Internacional de Escultura en la Calle, en 1973. La escultura está realizada en bronce, mide 1,20 de ancho por 3,30 metros de largo y, representa una abstracción de mujer semejante a una botella. A los lados se aprecia dos elementos curvados que representan los brazos y una concavidad en la parte frontal representando los órganos sexuales femeninos. Actualmente se encuentra fuera del parque, en la Rambla de las Asuncionistas, en frente de la entrada del parque que da a esa misma calle
El 28 de enero de 2002 es declarada Bien de Interés Cultural con la categoría de Bien Mueble.

## Teatro Pérez Minik
El Teatro Pérez Minik está situado en el interior del Parque Cultural Viera y Clavijo. El teatro cuenta con un aforo para 503 personas y en él se celebraban conferencias, cursos, exposiciones culturales, así como obras teatrales y actos variados.

## Actualidad
El Parque Cultural Viera y Clavijo está siendo rehabilitado para transformarlo en un equipamiento escénico multiusos que servirá para representaciones de teatro, para formación y producción en materia escénica para profesionales del sector cultural. 
Los trabajos contemplan la mejora de la instalación cultural incluyendo el teatro Pérez Minik, como se ha dicho antes. También será reformado y ampliando el antiguo Colegio de la Asunción.
El proyecto de esta obra ha sido desarrollado por los arquitectos Juan Manuel Palerm y Leopoldo Tabares de Nava en colaboración con el Ayuntamiento de Santa Cruz de Tenerife.
Actualmente, todos sus elementos arquitectónicos se encuentran derruidos y en total abandono. El teatro Pérez Minik está derruido manteniendo sólo parte de sus fachadas y el edificio principal goza de la misma suerte.
La plaza principal se ha convertido en un garaje de vehículos improvisado y todas sus instalaciones están precintadas y valladas. La corporación regional no ha llevado a cabo el convenio firmado en 2006 por lo que, ahora, más de 10 años después, precisan de la firma de un nuevo convenio que retrasará cualquier obra de mejora o adecuación de las instalaciones para el disfrute de los santacruceros.